# Partido de Benito Juárez
Benito Juárez, también conocido simplemente como Juárez, es uno de los 135 partidos de la provincia argentina de Buenos Aires. Se ubica en la región centro-sur de la provincia y su cabecera es la ciudad homónima. Según el censo de 2010, tiene una población aproximada de 20 500 habitantes, ubicándose 88.º entre los partidos bonaerenses. 
Unos 14 000 viven en la cabecera del partido, 3 200 en las localidades de Barker y Villa Cacique y el resto en zonas rurales y pequeñas localidades como Estación López, Tedín Uriburu, Coronel Rodolfo Bunge, Estación Mariano Roldán, Estación Gaviña y Paraje El Luchador.
La principal actividad del partido es agrícola-ganadera, como así también lo textil y harinero. Con respecto a la hidrografía del sector, se encuentra representada por la vertiente del río Quequén Grande, con una superficie total de 8.904 km² y un desnivel de 270 m, siendo de 200 km su longitud.

## Toponimia
El nombre del partido rinde homenaje al abogado mexicano Benito Juárez, quien ejerció el cargo de presidente de los Estados Unidos Mexicanos entre 1858 y 1872.

## Historia
El origen histórico del partido de Benito Juárez no difiere en mucho del resto de los partidos bonaerenses: constituir una avanzada “civilizadora” en la desigual lucha contra los orgullosos y autónomos habitantes de las pampas, que no se dejaron fácilmente usurpar: los pueblos originarios.
La zona de Juárez, con sus puntos históricos de referencia, “La Tinta” y “San Antonio”, ya se hallaba dentro de la campaña que el gobierno estudiaba con gran interés para incorporarla “a la vida civilizada del país”. “Estos campos constituían una vasta extensión que servía de escenario a los indios pampas y ranqueles, aborígenes que tenían por jefe supremo al célebre cacique Calfulcurá, con su cuartel general en los parajes conocidos como Salinas Grandes”. De allí salían los grandes malones que asolaban (sic) la campaña bonaerense. Fue justamente a la sombra de “La Tinta” (o “San Martín de La Tinta”) donde se desarrolló, en 1820, a sólo 10 años de la Revolución de Mayo, el primer hecho de armas que enfrentó a los pueblos originarios y a los “cristianos”, en el Partido.
- 1837, Guarnición militar “La Tinta” o “Colonquelú” (nombre reemplazado en cartas modernas por ‘Calangueyú’), que significa, en araucano, “donde hubo otra muerte”. Esta pequeña fuerza estaba al mando del jefe de la Frontera Sur, el coronel Narciso del Valle. Para la historia de Juárez son importantes los Fuertes (y luego los poblados) surgidos en Tandil y en Azul, ya que desde allí llegaron muchísimos pobladores con propósitos de colonizar estas tierras. Surgieron así establecimientos de campo aislados que luego serían ejes de transformaciones políticas y sociales.

- Los años 1850 y los que siguieron fueron de honda preocupación para aquellos pioneros, ya que la defensa indígena a la usurpación, asolaba la región con su saldo de pérdidas humanas y económicas. Los hacendados hicieron oír sus voces ante el gobierno provincial y nacional, y este destacó fuerzas en la zona a fin de proteger sus intereses.
- 1855, nace el “Cantón de San Antonio” en las proximidades de la laguna de ese nombre, que sería protagonista de uno de los más sangrientos enfrentamientos ocurridos en estas pampas.

### El Combate de San Antonio de Iraola
“El Comandante Nicanor Otamendi, en Azul, a las órdenes del General Manuel Hornos, recibe instrucciones con el fin de repeler la invasión. La columna del Comandante Otamendi sumaba 126 hombres. Apenas empezada la marcha, la caballería cristiana se vio súbitamente flanqueada por ligeras y numerosas partidas de indios que en el trayecto la obstaculizaban sin descanso. Casi acorralado llegó el bravo jefe a la estancia ‘San Antonio de Iraola’. Acosado y acometido, se vio obligado a dar desigual combate. Más de dos mil indios del cacique José María Bulnes Yanquetruz atacaron la madrugada del 13 de septiembre de 1855 a la fuerza de Otamendi. Éste buscó un corral de palo a pique, donde también encerró a la caballada, para no quedar a pie en el desierto (sic). Lucharon bravamente, pero el número impuso la victoria. Allí murieron Otamendi, el segundo jefe Capitán Cayetano Ramos y sus hombres, lanceados. Salvaron la vida uno o dos soldados, según los documentos(...) Existe al respecto información inédita que vincula los resultados desastrosos de la hecatombe a las autoridades de la región, en forma tal que aquella dolorosa acción encierra todavía muchos misterios.” (de JUAREZ en la Historia de Bs. As., por Salvador Romeo).
- 1855 y 1856, se vivieron momentos de gran inquietud en toda la región, pendiente como estaba de los movimientos estratégicos de las caballerías indígenas, defendiéndose del usurpador.

- 1857 se celebran tratados de paz entre los pueblos originario y el gobierno, lo que trajo a los campos una relativa tranquilidad.

### Nace el partido
Con el objeto de fiscalizar mejor los campos del sur, por Decreto N.º 544 del 31 de agosto de 1865 se resolvió dar nombre y establecer límites a 10 nuevos partidos: Castelli, Tuyú, Ayacucho, Balcarce, Necochea, Tres Arroyos, Arenales, Rauch, 9 de julio y Lincoln. Esto permitió reducir distancias para el Gobierno (civil y militar) y aseguró y dio mayor organización a la frontera y sus localidades.
Los hacendados de esta zona veían la necesidad de la formación de un nuevo partido que permitiera superar las grandes extensiones del partido de Necochea (al cual pertenecían) ya que las autoridades (Juzgado de Paz) se hallaba en el rincón del Quequén, sobre la costa atlántica, dificultado aún más el acceso a él por los pésimos caminos. Ya existía, desde hacía tiempo, el “Camino de la Posta” que cruzaba los campos de Juárez desde Tandil, pasando por los establecimientos “El Porvenir”, “San Antonio” y “La Paloma”, mientras que en las inmediaciones de “El Junco” (en las inmediaciones de la estación Mariano Roldán), surgían poblaciones precursoras de “El Sol Argentino”.
Los terratenientes, entonces, encomendaron a Mariano Roldán (dueño de un establecimiento de campo en la zona de Tedín Uriburu) que gestionara ante las autoridades, ya que tenía familiares y amigos influyentes en Buenos Aires. El 13 de noviembre de 1866, Roldán le escribe a su amigo Dardo Rocha pidiéndole información y a la vez que agilice los trámites que ya se habían iniciado. Luego, Roldán, se entrevistó con el gobernador de Bs. As., Dr. Adolfo Alsina, para entregarle una nota con el pedido oficial de creación de un nuevo partido permitiéndose “sugerirle, por si el gobierno lo creía digno de tenerlo en cuenta, que se pusiera a este nuevo partido el nombre de Juárez como homenaje al patriota mexicano Dr. Benito Júarez”. Además le hizo llegar nota firmada por los vecinos al Presidente de la Cámara de Representantes, Dr. Antonio Cambaceres. Ante la urgente solicitud de los que habían desafiado los peligros de las pampas, la Cámara se expidió favorablemente, con la ley N.º 521 del 29 de octubre de 1867, día en que se realizó la sesión. Pero el documento final que lleva la firma del gobernador Adolfo Alsina y su Ministro Nicolás Avellaneda en el art. 4.º dice: “Comuníquese al Poder Ejecutivo, Julio Campos, José C. Paz, Buenos Aires, 31 de octubre de 1867. Cúmplase, acuse recibo, publíquese e insértese en el Registro Oficial”. Esa será la fecha definitiva de fundación. Por esta ley, además, se establecía que el nuevo partido nacía de tierras que hasta entonces pertenecían a Necochea.
En diciembre del mismo año, el ministro de Gobierno comunicó la designación de Mariano Roldán como primer juez de paz, cargo que aceptó en nota de febrero de 1868. Inmediatamente, comunicó que el asentamiento de autoridades sería, hasta la creación de una población, su propia estancia: “El Porvenir”, y a su vez pidió se le enviase armamento y vestuario para la partida de policía.

## Intendentes desde 1983
A excepción de algunos casos, desde la restauración de la democracia en el país Benito Juárez ha tenido gobiernos mayoritariamente peronistas y justicialistas, siendo Julio César Marini quien más ha estado en el cargo, con cinco mandatos.
| Intendente                 | Mandato                                           | Partido | Partido | Alianza | Alianza | Elecciones |
| -------------------------- | ------------------------------------------------- | ------- | ------- | ------- | ------- | ---------- |
| Aldo Abel Mosse            | 10 de diciembre de 1983 - 10 de diciembre de 1987 |         | PI      |         | —       | 1983       |
| Juan Carlos Mortati        | 10 de diciembre de 1987 - 10 de diciembre de 1991 |         | PJ      |         | FREJURE | 1987       |
| Santana Estanislao Zabalza | 10 de diciembre de 1991 - 25 de junio de 1993     |         | PI      |         | FpJS    | 1991       |
| Mario Héctor Lorenzo       | 25 de junio de 1993 - 10 de diciembre de 1993     |         | PI      |         | FpJS    | 1991       |
| Rafael Magnanini           | 10 de diciembre de 1993 - 10 de diciembre de 1995 |         | PJ      |         | FREJUFE | 1993       |
| Rafael Magnanini           | 10 de diciembre de 1995 - 10 de diciembre de 1999 | 1995    | PJ      |         | FREJUFE |            |
| Rafael Magnanini           | 10 de diciembre de 1999 - 10 de diciembre de 2003 |         | PJ      | CJ      | 1999    |            |
| Julio César Marini         | 10 de diciembre de 2003 - 10 de diciembre de 2007 |         | PJ      |         | —       | 2003       |
| Pedro Arnaldo Gamaleri     | 10 de diciembre de 2007 - 10 de diciembre de 2011 |         | UCR     |         | —       | 2007       |
| Julio César Marini         | 10 de diciembre de 2011 - 10 de diciembre de 2015 |         | PJ      |         | FPV     | 2011       |
| Julio César Marini         | 10 de diciembre de 2015 - 10 de diciembre de 2019 | 2015    | PJ      |         | FPV     |            |
| Julio César Marini         | 10 de diciembre de 2019 - 10 de diciembre de 2023 |         | PJ      | FdT     | 2019    |            |
| Julio César Marini         | 10 de diciembre de 2023 - En el cargo             |         | PJ      | UP      | 2023    |            |

1. ↑  Fallece en el cargo.
2. ↑  Asume como presidente del Concejo Deliberante.

## Demografía
| Población | 1 610 | 11 155   | 9 318   | 18 069  | 15 678  | 17 303  | 21 072  | 20 225 | 20 350 | 19 443 | 20 239 | 20 292 |
| Variación | -     | +592,85% | -16,46% | +93,91% | -13,23% | +10,36% | +21,78% | -4,01% | +0,61% | -4,45% | +4,09% | +10,1% |

### Estructura
Según el censo 2022 la población total es de 20 292 personas, repartidas en 
10 894 mujeres y 11 398 hombres, con un índice de masculinidad de 104,6 hombres por cada 100 mujeres. 
La edad mediana de la población es de 36 años (37 años entre las mujeres y 34 años entre los hombres).
El 15,9% de la población tiene más de 65 años (frente al 14,2% en 2010), y el 3,9% de la población tiene más de 80 años (frente al 3,5% en 2010)

### Salud y educación
El 72,1% de la población tiene al menos un tipo de cobertura de salud. 
Unas 6 737 personas asisten a algún tipo de establecimiento educativo de cualquier nivel y unas 2 136 personas tienen un título terciario o superior (15,6% sobre el total de la población instruida). La tasa de alfabetización es del 99,6

### Migraciones
De las personas residentes en el partido, unas 2 712 (13,3% del total de población) nacieron en otra provincia, y unas  385 (1,9% del total de población) lo hicieron fuera del país, siendo los grupos de inmigrantes más numerosos los provenientes de:
- Paraguay: 62 personas
- Chile: 52 personas
- Bolivia: 49 personas
- Uruguay: 15 personas
- Italia: 14 personas

### Hogares
En el partido hay un total de 9 372 viviendas  y 8 056 hogares. 
En cuanto al régimen de tenencia y regularidad de la propiedad de las viviendas, el 63,7% es propia, el 17,9% es alquilada, el 11,0% es cedida o prestada, y el resto se encuentra en otra situación.
Sobre el total de hogares, 7 235 (89,8% del total) tiene acceso a red pública de agua corriente, 5 227 (64,9% del total) tiene desagüe y descarga a red pública cloacal, 6 142 (76,2% del total) tiene acceso a red pública de gas, y 5 895 (73,1% del total) tiene acceso a red de internet en la vivienda. 

## Energía
En el partido se encuentra la Central Térmica Barker, generadora de energía eléctrica de MSU Argentina, operativa desde 2017.

## Personas reconocidas
- Julio Alak, dirigente del Partido Justicialista, intendente de La Plata desde 2023, cargo que ya desempeñó en esta función entre 1991 y 2007. Además fue CEO de Aerolíneas Argentinas (2008-2009), Ministro de Justicia y Derechos Humanos de la Nación (2009-2015) y Ministro de Justicia y Derechos Humanos de la Provincia de Buenos Aires (2019-2023).
- Juan José Ebarlín, campeón de TC Mouras 2012, 3.° categoría de la ACTC. Desde 2015, es piloto en la máxima categoría de la ACTC, Turismo Carretera.
- Emiliano Narbaits, campeón mundial de la Copa del Mundo de Pelota-Paleta Pamplona 2012.
- Andrés Perco, periodista deportivo que se especializa en automovilismo, durante años trabajó en TyC Sports.
- Carlos Mosse, viceministro de Economía de la Nación (2003-2007), senador provincial (2007-2011) —falleció en 2011 a meses de finalizar el mandato).[32]
- Atilio Marinelli (5 de mayo de 1933—24 de julio de 1978),[33] famoso actor de cine, y televisión durante las décadas del 50, 60, y 70. Su recordado trabajo y fama no abarcan sólo a la Argentina, sino que se extienden también a México país en el que trabajó durante los primeros años 70. Falleció en Buenos Aires el 24 de julio de 1978 a los 45 años de edad a causa de un cáncer de pulmón.
- Jorge Sarghini, Diputado nacional por el PJ Disidente, expresidente del Banco Provincia entre 2003 y 2005, Secretario de Hacienda de la Nación desde 2002 hasta 2003 y  Ministro de Economía de la Provincia de Buenos Aires, durante el gobierno de Eduardo Duhalde.
- Lia Nanni, bailarina clásica reconocida mundialmente.
- Lilián Saba, música oriunda de Benito Juárez, que ha recibido distintos premios nacionales e internacionales.
- Fabio Radaelli, volante ofensivo surgido de la cantera del Club Juarense. Llegó a Ferro Carril Oeste y luego pasó por Deportivo Español, Banfield, San Martín de Tucumán y Aldosivi de Mar del Plata. Es considerado el mejor futbolista en la historia de la ciudad.
- Sandro Rodríguez, periodista deportivo, locutor y relator deportivo. Cursó sus estudios en la Escuela Eter (CABA). Trabajó en medios capitalinos como en Radio Continental, Radio La Red, Canal Garage TV y América24 entre otros medios.
- Fernando Zabalza, árbitro profesional de fútbol, ingresó al plantel superior de AFA en 2023.
- Nahuel Farid Mechehem, referente de Centros de Estudiantes de la provincia de Buenos Aires y representante del Partido Gen. Margarita Stolbizer, lo llevó como candidato en el Centro de Estudiantes Provincial y por Benito Juárez, lugar que le dio el cargo de Coordinador de Políticas Estudiantiles de la Provincia de Buenos Aires (hasta 2024)

## Cuarteles, localidades y parajes
El partido de Benito Juárez se divide en 11 cuarteles numerados en números romanos del I al XI.
El partido comprende las localidades de:
- Benito Juárez
- Villa Cacique (Est. Alfredo Fortabat)
- Barker
- López
- Tedín Uriburu

### Parajes
El Luchador
Ubicación: 74 km de Benito Juárez, (37 km pavimentados por RP 86 y 37 km por caminos de tierra)
Antecedentes: el paraje comenzó a poblarse en 1900, época en que se inaugura el almacén "El Porvenir" de Doña Juana Bergés. Posteriormente instala su comercio en otro lugar al cual denomina "El Luchador", pasando a ser referencia y apoyo de la incipiente población en cuanto a provista, hospedaje, estafeta y transporte de pasajeros, encomiendas y servicios bancarios. El Football Club El Luchador canaliza las actividades sociales y deportivas. Hay una Delegación Municipal, y la educación está a cargo de la Escuela N.º 30 Gral. Manuel Belgrano.
Coronel Rodolfo Bunge
Ubicación: 34 km de Benito Juárez por RP N.º 86.
Topónimo: recuerda al Cnel. Rodolfo Bunge (1848-1919), participó en la Guerra del Paraguay y de la Expedición al Desierto. Luego Diputado y senador de la Provincia de Buenos Aires.
Antecedentes: con la habilitación de la estación de FFCC en junio de 1929, se fue conformando un pequeño núcleo poblacional relacionado con la actividad agropecuaria. Ello dio lugar a la construcción de viviendas y al comercio, que prosperó por medio de los almacenes de Campaña de Antonio Courtil, Modesto Pioli y Mario Olive. En la actualidad hay muy pocas edificaciones entre las cuales están la: capilla María Auxiliadora, el Jardín de Infantes N.º 907,la Escuela  N.º 5 y la escuela secundaria N.º4  a la cual asisten poco más de un centenar de alumnos de la zona.
Mariano Roldán
Ubicación: 54 km de Benito Juárez (32 km por RP 86 y 22 km por camino de tierra)
Topónimo: en recordación de Don Mariano Roldan, uno de los primeros pobladores del lugar y propulsor de la creación del partido.  Fue Comandante Militar y juez de paz.
Antecedentes: en junio de 1929 se inaugura la estación de FFCC homónima. Ello da lugar a la formación de un núcleo poblacional. La firma Di Nardo Cappellano y Pifano instala su almacén de campaña desarrollando una prospera actividad comercial. La Escuela N.º 16 brinda educación primaria y preescolar.
Lugares de interés: «Estancia El Sol Argentino», perteneció a quién le dio nombre a la localidad, la fundó en 1869, allí se alojó el Gral. Bartolomé Mitre, amigo personal de Roldán. El casco y la laguna de «El Sol Argentino» fue donado al Municipio en 1988 para preservación cultural y patrimonial.
Estación Ricardo Gaviña
Ubicación: 51 km de Benito Juárez (34 km por RP 86 y 17 km por camino de tierra).
Topónimo: evoca al primer poblador del lugar y dueño de las tierras en que se erigió la Estación de FFCC del mismo nombre.
Antecedentes: en junio de 1929 comienza su actividad la estación de FFCC. En sus inmediaciones se desarrollaron importantes establecimientos agropecuarios: La Amistad, San Elías, Cochihué, La Goguita, El Centenario, El Diamante entre otras. No se formó pueblo, las actividades sociales y recreativas de los lugareños se centralizaron en el Club Social y deportivo Ricardo Gaviña.